# شارل پرن
شارل پرن (فرانسوی: Charles Perrin‎; ۶ ژوئیهٔ ۱۸۷۵ – ۲۶ مارس ۱۹۵۴) قایقران روئینگ اهل فرانسه بود.